# Anreibhammer

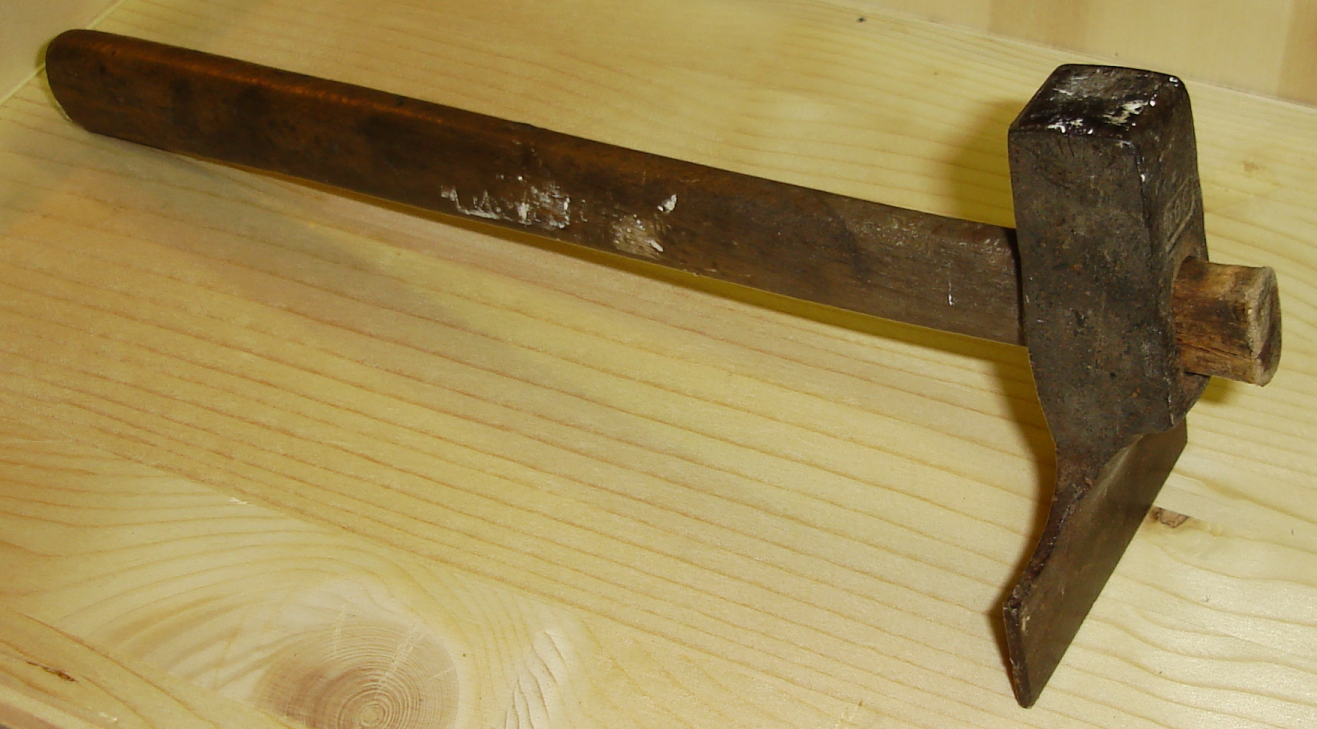
Ein Furnierhammer

Der Anreibhammer, ähnlich auch der Furnierhammer, ist ein Hammer, der beim Verkleben eines flachen Materials mit einer Oberfläche verwendet wird.

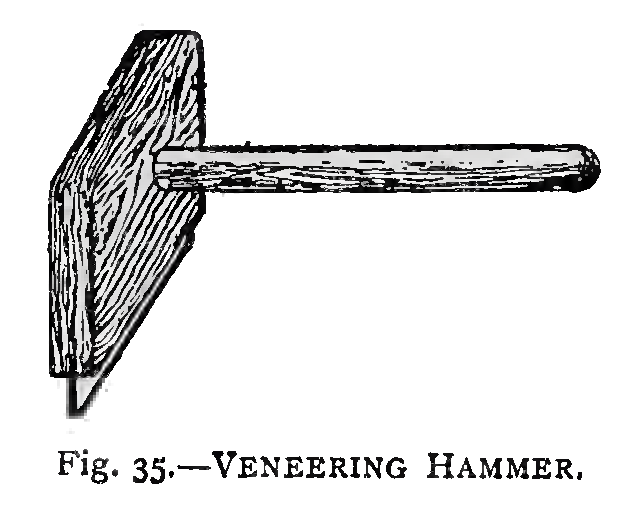
Zeichnung eines Furnierhammers im The Cabinet Worker’s Handybook (1907)

Er besitzt auf der einen Kopfseite eine flache, in der Regel ca. 90 mm breite, manchmal sogar abgerundete Finne. Auf der anderen Seite des Kopfes hat der Hammer eine normale Schlagfläche wie ein Schlosserhammer. Mit der flachen Finne wird das Material gestrichen und angepresst und weniger gehämmert. Er ähnelt dem Schreinerhammer, dessen flache Finne aber schmaler ist.
Der Anreibhammer wird beim Verlegen von flexiblen Bodenbelägen wie Linoleum, PVC oder auch Spannteppich verwendet.
Starre Bodenbeläge wie Parkett oder Fliesen werden in der Regel bis auf 5 bis 15 mm an eine Wand verlegt und die verbleibende Dehnungsfuge wird mit einer Sockelleiste abgedeckt. Flexible Bodenbeläge können demgegenüber an der Wand umgebogen und mit einer Knickkante aufwärts geführt, fachsprachlich angerieben, werden. Mit der Finne des Anreibehammers kann ein feiner Falz in den Bodenbelag gedrückt oder geschlagen werden, entlang dem dann der Knick ausgeführt wird. Zur Verspannen von Teppichböden wird immer ein Kniespanner oder Knie-Kicker verwendet.
In Krankenhäusern, Altenheimen, Arztpraxen und ähnlichen Einrichtungen wird der Übergang vom Boden zur Wand häufig als Hohlkehle ausgeführt, um die Reinigung der Kante zu erleichtern.

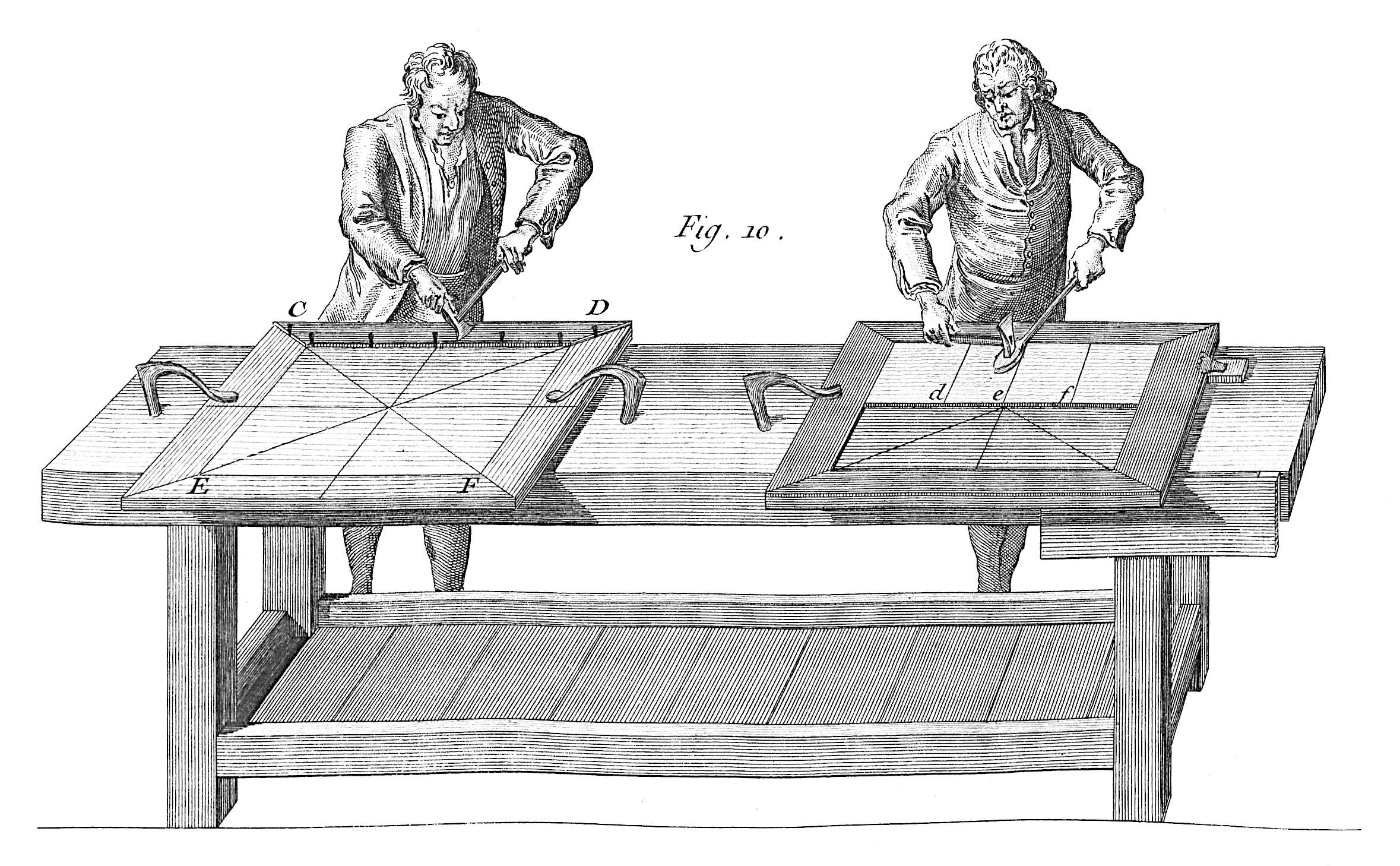
Verwendung von Furnierwerkzeugen in L’Art du Menuisier von André Jacob Roubo

## Furnierhammer
Der Furnierhammer ist meist leichter und etwas filigraner als der Anreibhammer und wird in Furniertechnik verwendet, um die Furnierstücke eben zu verpressen: Das aufgebügelte Furnier wird mit dem angewärmten Furnierhammer mit zick-zack-förmigen Bewegungen von innen nach außen aufgerieben, um Blasen und Leimreste auszustreichen. Es gibt auch messingverbrämte Finnen, die materialschonender und besser wärmeleitend sind. Wenn die Stücke zu kompliziert sind, um sie direkt mit dem Hammer anzupressen, arbeitet man mit Zwingen.
Der Furnierhammer kann unterschiedliche Formen annehmen und auch aus Holz hergestellt werden.
Traditionell wurde Furnier oft mit Hautleim verklebt, der teilweise auch auf die Oberseite aufgetragen wurde, um als Gleitmittel beim Anreiben mit dem Furnierhammer zu dienen und den Verzug des Holzes durch einseitige Befeuchtung zu vermeiden.
Wenn stellenweise keine ausreichende Haftung erreicht wurde, können die Bereiche mit dem Bügeleisen wieder erwärmt und erneut mit dem Furnierhammer angepresst werden.

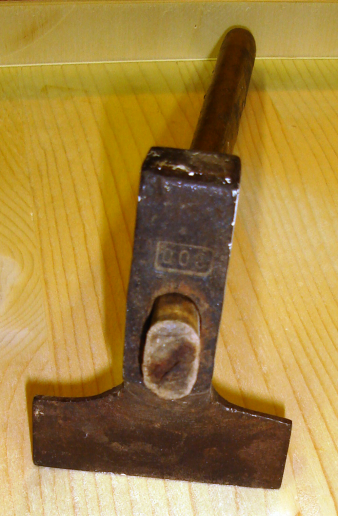
Vordere Ansicht des Furnierhammers